# 속초여자고등학교
속초여자고등학교(束草女子高等學校)는 대한민국 강원특별자치도 속초시 교동에 있는 공립 고등학교이다.

## 학교 연혁
- 1963년 2월 22일 : 속초여자고등학교 설립인가(속초여중 병설 3학급)
- 1963년 3월 20일 : 학급 증설인가(6학급 편성)
- 1970년 3월 1일 : 병설학교 분리
- 1972년 1월 4일 : 교명 변경 승인(속초여자종합고등학교)
- 1973년 9월 27일 : 교명 변경 속초여자고등학교
- 1984년 12월 15일 : 현 신축교사 준공(32개 교실) 교사이전
- 2023년 9월 1일 : 제20대 정웅천 교장 취임
- 2024년 12월 31일 : 제60회 졸업식(206명, 총 졸업생 18,822명)
- 2025년 3월 4일 : 제63회 입학식(214명)

## 참고 자료
- 속초여자고등학교 - 한국교육학술정보원 학교알리미